# Västra Tollstads socken
Västra Tollstads socken i Östergötland ingick i Lysings härad, ingår sedan 1971 i Ödeshögs kommun och motsvarar från 2016 Västra Tollstads distrikt.
Socknens areal är 30,38 kvadratkilometer, varav 30,36 land. År 2000 fanns här 606 invånare. Tätorten Hästholmen, Alvastra klosterruin samt sockenkyrkan Västra Tollstads kyrka ligger i denna socken. 

## Administrativ historik
Västra Tollstads socken har medeltida ursprung under namnet Tollstads socken. Sedan mitten av 1700-talet finns dels Västra Tollstads socken och dels Östra Tollstads socken. Tidigt införlivades Hästholmens socken (församling).
Vid kommunreformen 1862 övergick socknens ansvar för de kyrkliga frågorna till Västra Tollstads församling och för de borgerliga frågorna till Västra Tollstads landskommun. Landskommunen inkorporerades 1952 i Alvastra landskommun som 1969 uppgick i Ödeshögs landskommun som 1971 ombildades till Ödeshögs kommun. Församlingen uppgick 2006 i Ödeshögs församling.
1 januari 2016 inrättades distriktet Västra Tollstad, med samma omfattning som församlingen hade 1999/2000.  
Socknen har tillhört samma fögderier och domsagor som Lysings härad.  De indelta soldaterna tillhörde  Första livgrenadjärregementet, Ombergs kompani och Andra livgrenadjärregementet, Vadstena kompani.

## Geografi
Västra Tollstads socken ligger längs Vätterns östra strand, söder om Omberg. Socknens norra delen domineras av Omberg. Öster om Omberg ligger Dags mosse, en plats av stort arkeologiskt intresse då Alvastra pålbyggnad var belägen där under yngre stenåldern. Södra delen av socknen består främst av slättlandskap.

## Gårdar
Lista över gårdar i socknen.
| Gård        | Mantal |
| ----------- | ------ |
| Alvastra    | 4      |
| Björstorp   | 1⁄2    |
| Broby       | 2      |
| Forsby      | 2 3⁄4  |
| Haninge     | 2      |
| Haningetorp | 1      |
| Hästholmen  | 2 1⁄2  |
| Höije       | 1      |
| Lilla Lund  | 1⁄2    |
| Stora Lund  | 2      |
| Nävstad     | 2 1⁄4  |
| Pickatorp   | 1⁄2    |
| Stocklycke  | 1⁄2    |
| Tegneby     | 2      |
| Tollstad    | 1 1⁄2  |
| Uckleby     | 2      |

## Fornlämningar

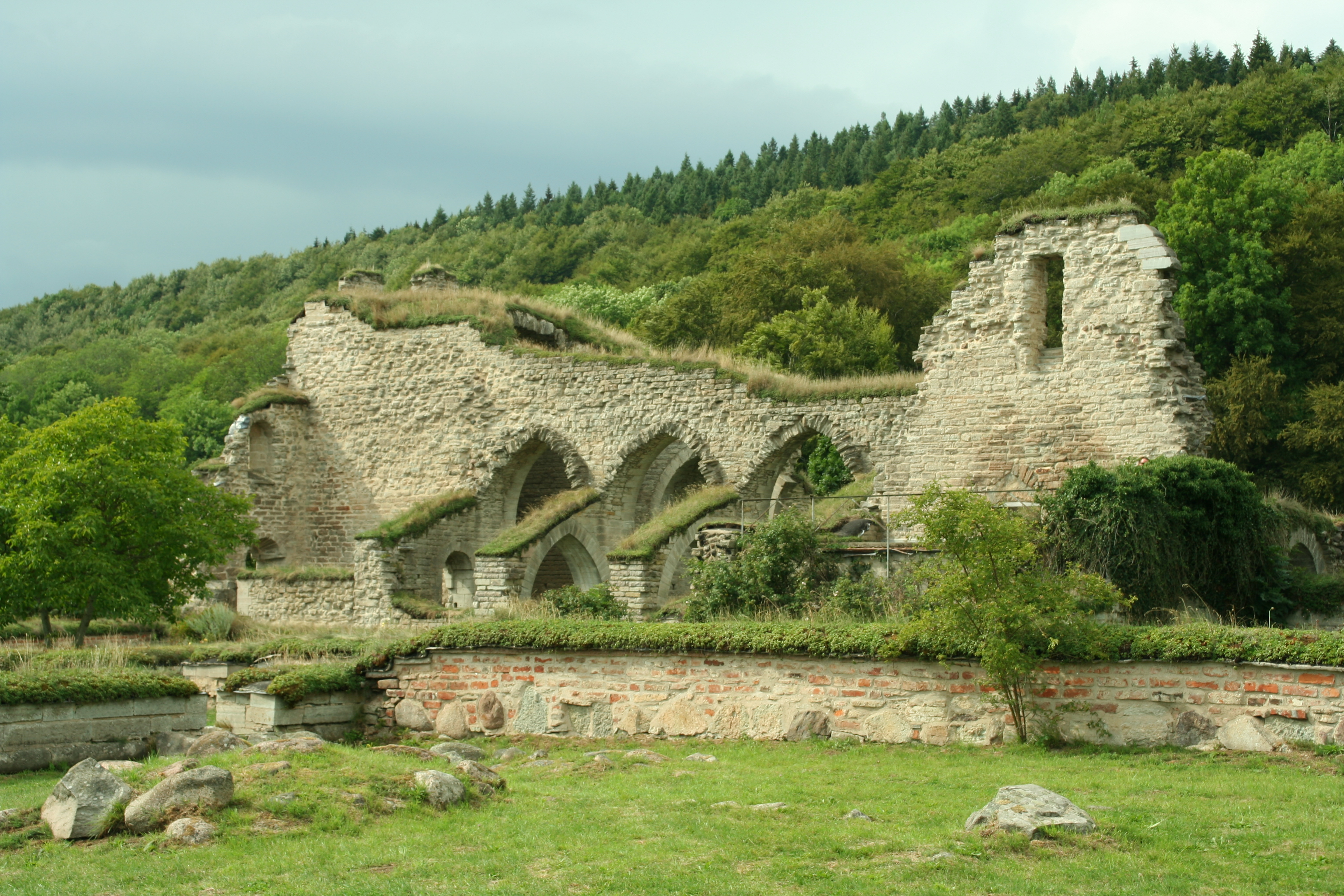
Alvastra kloster

Kända från socknen är Alvastra pålbyggnad och stenkammargrav från stenåldern, en hällristning, gravrösen och flera skålgropar från bronsåldern samt gravfält och två fornborgar från järnåldern. Tre runristningar är kända alla från kyrkan och nu borta.

## Namnet
Namnet (1358 Tholfstadhe) kommer från kyrkbyn. Förleden är mansnamnet Tholf (Thorulf). Efterleden är sta(d), 'ställe, plats'.

### Fotnoter
1. 1 2  Svensk Uppslagsbok andra upplagan 1947–1955: Västra+Tollstad socken
2. 1 2  Harlén, Hans; Harlén Eivy (2003). Sverige från A till Ö: geografisk-historisk uppslagsbok. Stockholm: Kommentus. Libris 9337075. ISBN 91-7345-139-8
3. ↑  ”Församlingar”. Statistiska centralbyrån. https://www.scb.se/hitta-statistik/regional-statistik-och-kartor/regionala-indelningar/forsamlingar/. Läst 30 december 2022.
4. ↑  Tollstad&Typ=Alla&DatumFran=&DatumTill= Administrativ historik för Västra_ Tollstad socken (Klicka på församlingsposten). Källa: Nationella arkivdatabasen, Riksarkivet.
5. 1 2  Sjögren, Otto (1931). Sverige geografisk beskrivning del 2 Östergötlands, Jönköpings, Kronobergs, Kalmar och Gotlands län. Stockholm: Wahlström & Widstrand. Libris 9939
6. 1 2  Nationalencyklopedin
7. ↑  Tollstad, Vestra-, socken i Anton Ridderstad, Historiskt, geografiskt och statistiskt lexikon öfver Östergötland (1875–1877)
8. ↑  Fornlämningar, Statens historiska museum: Västra Tollstads socken
9. ↑  Fornminnesregistret, Riksantikvarieämbetet: Västra Tollstads socken Fornminnen i socknen erhålls på kartan genom att skriva in sockennamn (utan "socken") i "Ange geografiskt område"
10. ↑  Mats Wahlberg, red (2003). Svenskt ortnamnslexikon. Uppsala: Institutet för språk och folkminnen. Libris 8998039. ISBN 91-7229-020-X. https://isof.diva-portal.org/smash/get/diva2:1175717/FULLTEXT02.pdf